# Слово о князьях
«Слово о князьях» — русский литературный памятник с неясной датировкой, содержащий призыв к русским князьям прекратить междоусобицы. Традиционно датируется XII веком, но может относиться и к более позднему времени.

## Текстология
«Слово о князьях» приурочено ко дню церковной памяти святых Бориса и Глеба — 2 (15) мая. Известно в списках XV—XVII века. В разных списках памятник может иметь различные названия: «Похвала и мучение святых мученик Бориса и Глеба» (начало: «Слышасте, братие, что глаголеть Господь…»), «Слово похвальное на пренесение святых страстотерпец Бориса и Глеба, да и прочии не враждуют на братию свою» (начало: «Слышасте, братие, что глаголет Господь…»), «Неделя 18 по всех святых. Слово о князьях» (начало: «Слышите, князи, противящеся старейшей братьи…»). Отрывки из «Слова» под заглавием «О блаженном князе Давиде Светославичи, внуке Ярослава Владимировича чюдесная повести» присутствуют в Степенной книге.

## Содержание
Поводом к написанию произведения послужили княжеские усобицы, раздиравшие Русь. «Слово» начинается прославлением почитаемых на Руси святых Бориса и Глеба, явивших собой пример братского послушания.
Основная идея памятника состоит в том, чтобы убедить современных ему князей прекратить усобицы, братоубийственные войны, приводящие к расколу Руси. Β нарушении порядка, установленного самим же князьями, автор видит основную причину всех современных ему неурядиц на Руси. Автор призывает «младших братьев» подчиниться старшим в роде, не считать обиды поводом к измене, не обращаться за помощью в борьбе к иноземцам, «половцам». Князья призываются не враждовать между собою, вспомнить своё «величество» и свою «честь» — славное прошлое своего рода и высокое место, которое занимают они как поставленные Богом правители Русской земли.
В пример приводится покойный черниговский князь Давыд Святославич (ум. 1123), «притчу» (рассказ) о котором содержит «Слово». Давыд в изображении «Слова» обладал праведным, миролюбивым нравом. Β «великой тишине» он княжил в Чернигове. Несмотря на то, что Давыд был старшим в роде, он не обижал младших князей, ни с кем не враждовал, всегда держал своё слово. За его праведность и миролюбие Бог наградил его, как не награждал и святых. Β доказательство этого автор упоминает чудесные обстоятельства кончины князя.
По мнению автора «Слова», для того, чтобы творить добрые дела, жить в мире и любви, исполнять «заповедь Господню» не обязательно отрешиться от мира. Спастись можно и в миру, владея «домом», с женою и детьми.
«Слово о князьях» имеет чёткую композицию. Произведение включает вступление и заключение, высокая риторика которых подчёркивает важность темы. Большое место занимают повествовательные эпизоды, составленные искусным мастером краткого рассказа.
Β той части, где осуждаются княжеские усобицы, «Слово ο князьях» перекликается по содержанию со «Словом о полку Игореве».

## Источниковедение
По мнению М. П. Погодина, обнаружившего памятник, «Слово о князьях» было «говорено» в церкви в последней четверти XII или в первой четверти XIII века. Вслед за Погодиным исследователи, как правило, датируют «Слово» домонгольским периодом и относят к числу памятников учительной литературы торжественного типа. По предположению П. В. Голубовского, памятник создан в 1175 году по поводу конфликта между черниговским князем Святославом Всеволодичем и его двоюродным братом новгород-северским князем Олегом Святославичем. И. П. Еремин относил «Слово» ко второй половине XII века. По его мнению, произведение представляет собою «торжественную» проповедь в честь Бориса и Глеба и их похвалу. Β центре внимания автора, однако, не прошлое, а его современность. Еремин предполагал, что «Слово» имеет в виду не какой-либо один эпизод княжеских усобиц XII века, а обобщает факты, говорит о многих эпизодах.
М. А. Салмина считает, что ранняя датировка не доказана. Тема необходимости подчинения «младших» князей «старшим» был не менее актуален не только в XII, но и в XV—XVI веках.

## Издания
- Погодин М. П. Новая историческая находка // Москвитянин. — 1843. — Ч. 6. — № 11. — С. 412—413 (в отрывках);
- Погодин М. П. Исследования, замечания и лекции о русской истории. — М., 1856. — Т. 7. — С. 406—408 (в отрывках);
- Слово похвальное на пренесение мощей свв. Бориса и Глеба : Неизданный памятник XII в. : Сообщение X. Лопарева. — СПб., 1894. — С. 15—18 (Памятники древней письменности, № 98);
- Слово о князьях / Пер. и ком. И. П. Еремина // Художественная проза Киевской Руси XI—XIII вв. — М., 1957. — С. 237—239, 330—333;
- Слово о князьях / Подготовка текста Т. В. Рождественской, перевод и комментарии И. П. Еремина // Памятники литературы Древней Руси. XII век. 1980. С. 338—343, 671—674. Полный текст списка.
- Слово о князьях / Подг. текста М. В. Рождественской, пер. и примеч. И. П. Еремина // Повести Древней Руси. XI—XII вв. — Л., 1983. — С. 346—351, примеч. с. 553—554.